# Paul Coe
Paul Coe (* 4. Februar 1949 in Cowra; † 29. Juli 2025) war ein indigener australischer Aborigine vom Stamm der Wiradjuri, politischer Aktivist für die Rechte der Aborigines und Rechtsanwalt.

## Leben
Er wuchs in Cowra westlich von Sydney auf und zog in den späten 1960er Jahren nach Redfern, einem Stadtteil von Sydney. Er wurde in das All Black Football Team gewählt. Als Student der Rechtswissenschaften engagierte er sich 1971 am National Black Theatre in Redfern.

## Politik
1970 organisierte Coe eine Demonstration in der George Street in Sydney gegen die Vestey Company, um die gegen dieses Unternehmen wegen schlechter Bezahlung und untragbarer sozialer Verhältnisse streikenden Viehtreiber und um die Landrechte der Aborigines zu unterstützen. 
1971 wurde er einer der Gründer des Aboriginal Legal Service, der versuchte, die Rechte der Aborigines durchzusetzen. 1972 setzte er sich in der Protestbewegung der Aborigines beim Aufbau der Zelt-Botschaft am Old Parliament House in Canberra ein. 1979 klagte Paul Coe vor dem High Court of Australia gegen die britischen Rechte an Australien. Er verlor, dennoch bekam er nachträglich 1992 mit seiner Argumentation Recht, als das Urteil Mabo v. Queensland (No. 2) vor dem High Court of Australia gefällt wurde. Dieses höchstrichterliche Urteil stellte fest, dass die Aborigines ihr Recht am Land nicht durch die britische Kolonisation verloren haben, sondern einen Native Title besitzen, der ihnen bestimmte Landrechte sichert.